# محمد یوسف (بازیکن فوتبال، زاده ۱۹۷۰)
محمد یوسف (انگلیسی: Mohamed Youssef؛ زادهٔ ۹ اکتبر ۱۹۷۰) یک بازیکن فوتبال اهل مصر است.

## باشگاهی
از باشگاه‌هایی که در آن بازی کرده‌است می‌توان به باشگاه ورزشی الاهلی مصر اشاره کرد.

## تیم ملی
وی همچنین در تیم ملی فوتبال مصر بازی کرده است.